# Mounir Khairallah
Mounir Khairallah (Mtah-Ezziat, 2 de janeiro de 1953) é um clérigo libanês e bispo maronita de Batroun.
Após sua formação teológica na França, Mounir Khairallah foi ordenado sacerdote em 13 de setembro de 1977. Depois trabalhou para o Sínodo Maronita, como professor no seminário e na pastoral.
Papa Bento XVI confirmou sua nomeação como Bispo de Latakia em 16 de janeiro de 2012 e foi empossado em 26 de fevereiro do mesmo ano. Foi ordenado bispo pelo Patriarca Maronita de Antioquia e de todo o Oriente, Béchara Pierre Raï OMM, em 25 de fevereiro do mesmo ano; os co-consagradores foram Paul-Emile Saadé, ex-bispo de Batrun, e Joseph Mohsen Béchara, arcebispo de Antelien.